# A kör (film, 2017)
A kör (eredeti cím: The Circle) 2017-es amerikai filmdráma, amelyet James Ponsoldt rendezett a saját maga és Dave Eggers által írt forgatókönyv és Eggers 2013-as regénye alapján. Főbb szerepekben Emma Watson, Tom Hanks, John Boyega, Karen Gillan, Ellar Coltrane, Patton Oswalt és Bill Paxton látható. Ez volt Paxton utolsó filmje, a bemutató már 2017 februárjában bekövetkezett halála után volt.
2017. április 26-án mutatták be a Tribeca Filmfesztiválon, majd április 28-án a mozikban is az STX Entertainment és az EuropaCorp forgalmazásában.
A film túlnyomó részt negatív kritikát kapott, de világszerte így is több mint 40 000 000 dolláros bevételre tett szert.

## Rövid történet
Egy fiatal nő álommunkát kap egy nagyhatalmú technológiai vállalatnál, a Körnél, ahol olyan titkos tervre bukkan, amely az egész emberiség életére kihat.

## Cselekmény
A fiatal Mae Holland éppen egy elit egyetemen végzett, és karrierlehetőségre vágyik. Barátnője, Annie segítségével ez a lehetőség hamar meg is érkezik számára, amikor egy A kör nevű high-tech óriáscégnél, a világ legbefolyásosabb vállalatánál kap munkát. A kör összeköti az összes ügyféladatot, létrehozva mindenki online identitását, és azt tervezi, hogy a technológiai fejlődés révén teljes átláthatóságot teremt az emberek élete fölött. Eamon Bailey vezérigazgató a cég alkalmazottjai felé azt az álláspontot képviseli, hogy mindent ismertté kell tenni, ami a világon történik. Bailey úgy véli, hogy nincs olyan probléma, ide értve a gyógyíthatatlan betegségeket vagy az éhezést, amit ne lehetne megoldani A kör információinak segítségével. A találmány legnagyobb vívmánya a TruYou-azonosító, amely egyetlen jelszóval megszünteti az internet anonimitását. Egy előadáson Bailey bejelent egy új modult; egy műholdas kapcsolattartásra alkalmas apró kamerát, amelynek segítségével minden felületre fel lehet csatlakozni és a hét minden napjának minden órájában megfigyelhető akár az egész emberiség.
Mae lelkes az új tervtől, hamar a cég arcává válik, miután Bailey és Tom Stentont meggyőzik, hogy magán viselve az új technológiát, engedjen teljes betekintést az életébe. Gyermekkori barátját, Mercert sokkolják a fejlemények, hiszen nemcsak Mae, hanem általa szeretteinek élete is a nyilvánosság előtt zajlik. Mercer egy céges bemutatót követően konfliktusba keveredik több más, az előadást online követő taggal, majd menekülésre kényszerül, ami közben autóbalesetet szenved és meghal. Három héttel később Mae még mindig barátjának elvesztését gyászolja és Annie-t hívja fel, aki időközben szintén kilépett A körből, és visszatért Skóciába. Mae úgy gondolja, hogy a másokkal való kapcsolat segíti túltenni őt a gyászon és szülei kérése ellenére visszatér dolgozni A körbe.
A következő nagy, vállalati szintű találkozón Mae elmondja, hogy a kapcsolat segített neki visszanyerni életkedvét, majd felhívja a cég két főnökét a színpadra, apró, hordozható kamerákat helyez rájuk, és barátja segítségével felfedik a két cégvezető addig titkolt arcát, levelezéseit, telefonhívásait. Eamon és Tom döbbenten állnak, majd elhagyják a színpadot, amin lekapcsolják a kivetítőt és a világítást. Mae a mobilok fénye által megvilágítva megy a kijárat felé, és közben hangsúlyozza, hogy az átláthatóság jó, de csak a közösség beleegyezésével és támogatásával.

## Szereposztás
| Szerep | Színész            | Magyar hang        |
| --- | ------------------ | ------------------ |
| Mae Holland | Emma Watson        | Mórocz Adrienn     |
| Eamon Bailey, cégvezető | Tom Hanks          | Kőszegi Ákos       |
| Annie Allerton | Karen Gillan       | Nemes Takách Kata  |
| Ty Lafitte / Kalden, Mae segítője | John Boyega        | Szatory Dávid      |
| Mercer, Mae volt barátja | Ellar Coltrane     | Ágoston Péter      |
| Tom Stenton | Patton Oswalt      | Elek Ferenc        |
| Vinnie Holland, Mae apja | Bill Paxton        | Csankó Zoltán      |
| Bonnie Holland, Mae anyja | Glenne Headly      | Spilák Klára       |
| Dr. Jessica Villalobos | Jagannathan Poorna | Kisfalvi Krisztina |
| Dan | Nate Corddry       | Hamvas Dániel      |
| Jared | Mamoudou Athie     | Jéger Zsombor      |
| Williamson szenátor | Eve Gordon         | Törtei Tünde       |
| Gina | Smith Cho          | Törtei Tünde       |
| Matt | Amir Talai         | Kovács Lehel       |
| Santos képviselő | Judy Reyes         | Bertalan Ágnes     |
| Sabine | Elvy Yost          | Tarr Judit         |
| Renata | Ellen Wong         | Kis-Kovács Luca    |
| További magyar hangok |                    |                    |
| Bárány Virág, Bercsényi Péter, Bordás János, Fehér László, Fehérváry Márton, Gyöngy Zsuzsa, Hábermann Lívia, Járó Zsuzsa, Keresztény Tamás, Lipcsey Colini Borbála, Martin Adél, Rada Bálint, Sodró Eliza, Suhajda Dániel, Welker Gábor |                    |                    |

## A film készítése

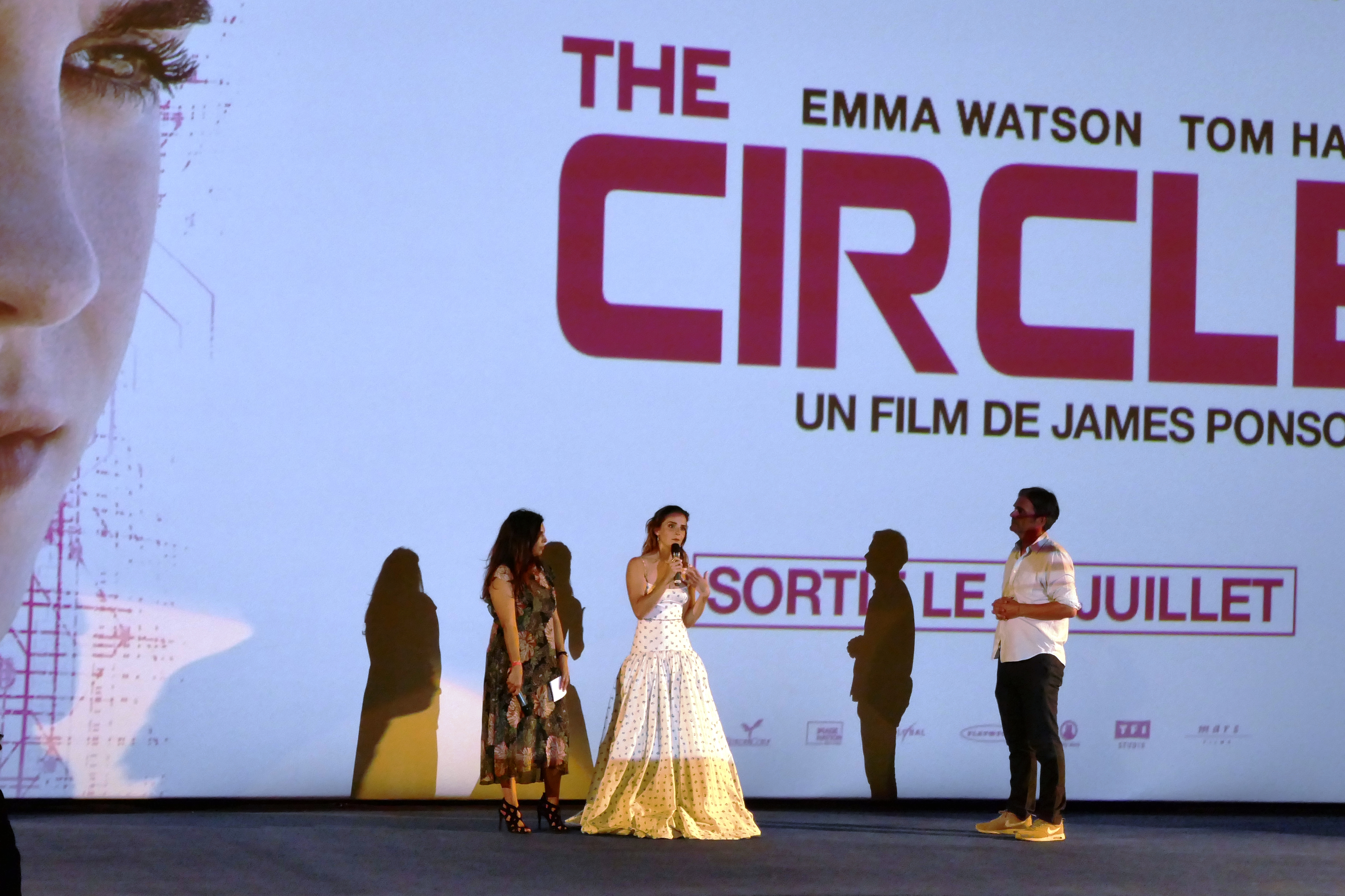
Emma Watson a film párizsi premierjén

### Előkészületek, szereplőválogatás
2014. december 15-én a Deadline arról számolt be, hogy filmes adaptáció készül Dave Eggers azonos című regényéből, Tom Hanks főszereplésével és James Ponsoldt rendezésével. 2015 januárjában a THR megerősítette, hogy Anthony Bregman mellett a Likely Story és a Ponsoldt gyártásában készítik a filmet. 2015. május 11-én bejelentették, hogy az  Image Nation Abu Dhabi teljes egészében magára vállalta a film finanszírozását, míg az IM Global a nemzetközi forgalmazásért lesz felelős. 2015. május 23-án napvilágot látott a hír, miszerint Emma Watsonnak felajánlották a női főszerepet. 2015 júniusában Ponsoldt úgy nyilatkozott, hogy Watson egy lehetséges választás a szerepre, de elismerte, hogy megkereste a színésznőt. 2015. június 24-én jelentették be hivatalosan, hogy ő fogja játszani Mae Holland szerepét. 2015. augusztus 19-én John Boyega, 2015. szeptember 1-jén pedig Karen Gillan csatlakozott a stábhoz. 2015. szeptember 11-én Patton Oswalt is csatlakozott, a Mercer három alapítójának egyikének szerepében, 2015. szeptember 16-án pedig bejelentették, hogy Watson karakterének édesapját Bill Paxton fogja játszani. 2015. szeptember 29-én Ellar Coltrane is a stáb tagja lett.

### Forgatás
A film fő forgatását 2016-ban kezdték, fő helyszíne Kalifornia, azon belül Los Angeles volt, szeptember 17-én pedig Pasadena. Az utómunkálatok 2017 januárjában fejeződtek be.

### Megjelenés
2016 februárjában az EuropaCorp megszerezte az amerikai és a kanadai forgalmazási jogokat, az egyéb jogok pedig az STX Entertainmenthez kerültek. 2017. április 26-án előbb a Tribeca Filmfesztiválon, két nap múlva pedig a mozikban is bemutatták.